# ユリス・ハルトマニス
ユリス・ハルトマニス（Juris Hartmanis、1928年7月5日 - 2022年7月29日）は、著名な計算機科学者であり、計算理論を専門とする。1993年、リチャード・スターンズと共に「計算複雑性理論の分野を確立した独創的な論文に対して」チューリング賞を受賞した。

## 経歴
ラトビアのリガに生まれる。父はラトビア陸軍の将軍だった。1940年にソビエト連邦軍がラトビアを占領した後、父は捕虜となり、獄死した。第二次世界大戦後、再びソビエト連邦に占領された場合に命が危ないと考え、母と兄弟と共にラトビアを脱出。
まずドイツに移り住み、マールブルク大学で物理学を学んだ。その後アメリカ合衆国に移住し、カンザスシティ大学（現在のミズーリ大学カンザスシティ校）で1951年に応用数学の修士号を取得した。さらにカリフォルニア工科大学で数学を学び、ロバート・P・ディルワースの指導で1955年には博士号を取得している。1999年5月、ミズーリ大学カンザスシティ校が名誉博士号を授与した。
コーネル大学とオハイオ州立大学で講師を務めた後、1958年にゼネラル・エレクトリックの研究所に勤務し、計算機科学の理論的研究を行った。1965年、コーネル大学の教授に就任し、計算機科学部門の設立を助け、最初の学科長を務めている。Association for Computing Machinery (ACM) のフェローと全米技術アカデミーの会員にも選ばれている。
リチャード・スターンズと共同執筆しチューリング賞を受賞することになった論文が特に有名である。その論文で時間複雑性クラス TIME (f(n)) を導入し、時間階層定理を証明した。レナード・ベルマンと共同執筆した1977年の論文では、全てのNP完全言語は多項式時間同型であるというベルマン-ハルトマニス予想を提起したが、これはまだ証明されていない。